# Bertulphe Errembault
 (novembre 2020).
Si vous disposez d'ouvrages ou d'articles de référence ou si vous connaissez des sites web de qualité traitant du thème abordé ici, merci de compléter l'article en donnant les références utiles à sa vérifiabilité et en les liant à la section « Notes et références ».
Bertulphe Errembault (Furnes?, ca. 1050 - Ypres, 11 avril 1127), également épelé Bertulf ou Berthulf, membre de la famille des Errembault, était  prévôt du chapître de l'église collégiale Saint-Donat à Bruges et de ce fait, chancelier et garde des sceaux du comté de Flandre. Il fut l'un des principaux instigateurs de l'assassinat du comte  Charles le Bon et fut exécuté quelques semaines plus tard.

## Biographie
Le comté de Flandre fut une des premières entités féodales à s'être pourvu d'un appareil d'état organisé. Le comte Robert le Frison nomma à le tête de son administration le prévôt du chapitre de la collégiale Saint-Donat et lui octroya le titre de 'chancelier de Flandre'. Il lui confia le contrôle des receveurs locaux des domaines comtaux et des commis des bureaux centraux. Dès cette première nomination, le comte édicta que la chancellerie serait liée en permanence à la fonction de prévôt de Saint-Donat.
C'est un acte daté du 6 janvier 1096 qui mentionne pour la première fois Berthulphe en tant que prévôt de Saint-Donat et dès lors de chancelier. Il était le fils d'Erembald, originaire de Furnes, qui devint châtelain de Bruges. Il se chuchotait que Berthulphe avait utilisé des moyens perfides afin d'éjecter son prédécesseur Lietbert. Les Errembault formaient un clan qui nourrissait de grandes ambitions. La double charge de prévôt et de chancelier permettait à Berthulphe de promouvoir les intérêts de sa famille. Bien des rentrées fiscales, qui auraient dû garnir les caisses de l'état, disparaissaient dans les poches de Berthulph et de sa famille. Ses nièces furent mariées à des commerçants aisés ou même à des membres de la noblesse. Moyennant paiement, des membres de la famille ou des amis pouvaient accéder au canonicat de Saint-Donat. Les frères de Berthulphe, Robert et Haket furent nommés vicomtes de Bruges, placés de ce fait à la tête des pouvoirs militaire et judiciaire. Berthulphe fut un des principaux acteurs parmi les conjurés qui tramèrent la mort de Charles le Bon.

## L'assassinat du comte
Ainsi donc, les Errembault, d'origine modeste, avaient réussi, grâce à leurs ambitions et à leurs efforts, mais aussi à l'aide d'intrigues et de coups fourrés, à se hisser à un niveau enviable au sein du comté de Flandre. Toutefois, leur puissance croissante et leur esprit de clan leur valurent de plus en plus de vents contraires et d'inimitiés. Leur dureté envers les pauvres était d'autre part montée en épingle.
Les Errembault cachaient en outre un terrible secret de famille qui fut rendu public par leurs ennemis. Il s'agissait du fait qu'ils n'avaient pas été affranchis et étaient juridiquement toujours soumis au servage. En droit médiéval, cela voulait dire qu'ils n'étaient pas des citoyens libres mais qu'ils restaient soumis à un seigneur féodal, qui dans leur cas était le comte de Flandre. Il s'ensuivait qu'ils ne pouvaient décider de certains actes sans la permission de leur seigneur. Cela valait par exemple pour les mariages ou pour l'accès à des fonctions supérieures. À leur mort, leur seigneur féodal devenait leur héritier légal. Pour des raisons inconnues, peut-être du fait qu'ils n'y attachaient guère d'importance et supposaient cette législation périmée, cette épée de Damoclès les menaçait toujours. À charge de leurs ennemis de réactualiser la question.
Leurs ennemis vinrent en effet à y entrevoir un moyen permettant de freiner leur ascension. Le comte Charles le Bon y prêta une oreille favorable et décida de démettre les Errembault de leurs fonctions. Le premier à être écarté fut Berthulphe. Les Errambaults réalisèrent le danger et ne virent d'autre solution que de faire disparaître le comte et le remplacer par un successeur qui leur serait acquis. Le meilleur moment pour passer à l'acte leur sembla être la messe quotidienne à l'église Saint-Donat, à laquelle le comte assistait en toute simplicité. Le meurtre fut perpétré le 2 mars 1127.
La réaction fut bien plus brutale que les conjurés ne l'avaient prévu. Une véritable guerre civile se déchaîna. Les membres du clan Errembault furent dépistés, arrêtés et mis à mort, sans autre forme de procès.
Le clerc Galbert de Bruges, au service du comte de Flandre, fit un récit très précis des journées sanglantes du meurtre et de ses conséquences. L'histoire de l'assassinat de Charles le Bon devint ainsi un des premiers reportages de la part d'un témoin oculaire. Galbert y décrivait entre autres comment Berthulphe s'enfuit nuitamment et pieds nus :
Que ne souffrit-il pas terriblement. Lui, qui récemment régentait tout le monde, qui brillait par sa richesse et sa gloire mondaine, baignait dans le luxe, redoutait la moindre piqûre de puce, erra dans son propre domaine, seul et abandonné de tous, comme un simple proscrit.
Berthulphe fut arrêté, sommairement jugé et condamné à mort. Son exécution sur la Grand'Place d'Ypres donna lieu à la description suivante :

« Il fut alors pendu au milieu du Marché d'Ypres, comme l'on fait avec les voleurs et les bandits de grand chemin. Il fut dépouillé de son pantalon et son sexe fut exposé. Aucun outrage ou déshonneur ne lui fut épargné. Ses bras furent étendus, ses mains liées, sa tête passée au travers d'un trou, le reste du corps suspendu jusqu'à ce que la mort par asphyxie s'ensuive. »

## Source
- Galbert de Bruges, Le meurtre de Charles le Bon, manuscrit conservé à la Bibliothèque de la ville de Vruges, à la Bibliothèque de la ville d'Arras et à la Bibliothèque Nationale de Paris.

## Littérature
- Octave Delepierre, Histoire du règne de Charles le Bon, Bruxelles, 1830.
- Hendrik Conscience, De Kerels van Vlaanderen, Anvers, 1883.
- J. B. Ross, Galbert of Bruges. The Murder of Charles the Good, Columbia University, 1959.
- Albert Demyttenaere, Galbert van Brugge, grafelijk secretaris. De Moord op Karel de Goede. Dagboek van de gebeurtenissen in de jaren 1127-1128, Antwerpen, 1978.
- Galbert de Bruges, Le meurtre de Charles le Bon, sous la direction de R.C. van Caenegem, Anvers, 1978.
- Raoul Van Caenegem, Albert Demyttenaere & Luc Devliegher, De moord op Karel de Goede, Leuven, 1999.
- Laurent Feller, L'assassinat de Charles le Bon, comte de Flandres : 2 mars 1127, Paris, Editions Perrin, 2012,  (ISBN 978-2-262-03528-0)